# Come in Number 51, Your Time Is Up
Come in Number 51, Your Time Is Up est une chanson du groupe de rock progressif Pink Floyd. Il s'agit de la dernière piste de la  bande originale du film Zabriskie Point.
Cette pièce est une nouvelle version de leur single, Careful with That Axe, Eugene, auquel le groupe aurait ajouté davantage d'éléments (des murmures, un chœur). De plus, contrairement à l'originale, cette pièce est complètement instrumentale.